# Llista de ducs de Borgonya
Llista de ducs de Borgonya, sobirans del Ducat de Borgonya:

## Dinastia Bosònida
- 880 - 921: Ricard I de Borgonya, comte d'Autun
- 921- 923: Raül I de França, fill de l'anterior i rei de França
- 923- 952: Hug el Negre, germà de l'anterior
- 952- 956: Gilbert de Châlon, gendre de l'anterior

## Robertins(Dinastia Capet)
- 956 - 965: Otó I de Borgonya, fill d'Hug el Gran
- 965 - 1002: Enric I de Borgonya, germà de l'anterior

El 1002 el comtat de Borgonya és annexionat al Regne de França
- Nominal 1002 - 1004: Otó-Guillem de Borgonya, fill d'Adalbert d'Itàlia

## Dinastia Capet de Borgonya

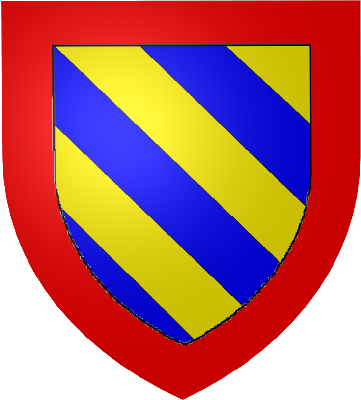
Escut d'armes dels ducs capets de Borgonya

- 1015-1032 Robert II de França dona en apanatge el títol de Duc de Borgonya al seu fill Robert
- 1032 - 1075: Robert I de Borgonya, fill de Robert II de França
- 1076 - 1078: Hug I de Borgonya, net de l'anterior
- 1078 - 1102: Eudes I de Borgonya, germà de l'anterior
- 1102 - 1142: Hug II de Borgonya, fill de l'anterior
- 1142 - 1162: Eudes II de Borgonya, fill de l'anterior
- 1162 - 1193: Hug III de Borgonya, fill de l'anterior
- 1193 - 1218: Eudes III de Borgonya, fill de l'anterior
- 1218 - 1272: Hug IV de Borgonya, fill de l'anterior
- 1272 - 1306: Robert II de Borgonya, fill de l'anterior
- 1306 - 1315: Hug V de Borgonya, fill de l'anterior
- 1315 - 1349: Eudes IV de Borgonya, germà de l'anterior
- 1349 - 1361: Felip I de Borgonya, net de l'anterior

El Ducat de Borgonya retorna a la Corona francesa

## Dinastia Valois

Escut d'armes del Ducat de Borgonya sota la Dinastia Valois

- Joan de Borgonya (Joan II de França el Bo, rei) 1361-1364
- 1364 - 1404: Felip II, fill de Joan II de França
- 1404 - 1419: Joan I Sense Por, fill de l'anterior
- 1419 - 1467: Felip III el Bo, fill de l'anterior
- 1467 - 1477: Carles I el Temerari, fill de l'anterior
- 1477 - 1482: Maria de Borgonya, filla de l'anterior, casada el 1477 amb Maximilià I d'Habsburg

El 1477 la Corona francesa ocupa el ducat de Borgonya i és annexionat a la corona. Els Habsburg passaran a controlar tan sols els Països Baixos, tot i que continuaran utilitzant el títol de duc de Borgonya
- Lluís de França 1682-1711
- A la corona francesa 1711-1751
- Lluís de França 1741-1761
- A la corona francesa 1761-1789

## Dinastia Habsburg- Primer període
- 1482 - 1506: Felip IV de Borgonya (Felip I de Castella), fill de l'anterior i rei de Castella
- 1506 - 1555: Carles II de Borgonya (Carles I de Castella), fill de l'anterior, rei de Castella i emperador del Sacre Imperi Romanogermànic
- 1555 - 1598: Felip V de Borgonya (Felip II de Castella), fill de l'anterior i rei de Castella
- 1598 - 1621: Felip VI de Borgonya (Felip III de Castella), fill de l'anterior i rei de Castella
- 1621 - 1665: Felip VII de Borgonya (Felip IV de Castella), fill de l'anterior i rei de Castella
- 1665 - 1700: Carles III de Borgonya (Carles II de Castella), fill de l'anterior i rei de Castella

### Dinastia Borbó
- 1700 - 1706: Lluís I de Borgonya, net de Lluís XIV de França i germà de Felip V d'Espanya

## Dinastia Habsburg - segon període
- 1713 - 1740: Carles IV de Borgonya (Arxiduc Carles d'Àustria), fill de Leopold I del Sacre Imperi Romanogermànic i rei d'Aragó i emperador
- 1740 - 1780: Maria Teresa de Borgonya (Maria Teresa d'Habsburg), filla de l'anterior i emperadriu
- 1780 - 1790: Josep I de Borgonya, espòs de l'anterior i emperador
- 1790 - 1792: Leopold I de Borgonya, fill de l'anterior i emperador
- 1792 - 1795: Francesc I de Borgonya, fill de l'anterior i emperador